# Jean-Baptiste Martzluff
Jean-Baptiste Martzluff  est un ancien joueur français de volley-ball désormais entraîneur, né le 26 octobre 1958. Il mesure 1,95 m et compte plusieurs sélections en équipe de France.

## Clubs fréquentés en tant qu'entraîneur
| Club          | Pays   | De | À         |
| ------------- | ------ | -- | --------- |
| Arago de Sète | France |    | 2009-2010 |

## Clubs fréquentés en tant que joueur
| Club          | Pays   | De        | À         |
| ------------- | ------ | --------- | --------- |
| Arago de Sète | France | 1978-1979 | 1990-1991 |

## Palmarès

### Joueur
- Coupe de France (1)
  - 1988